# Philbert de Vient i Jover
Philbert de Vient i Jover és un cantant belga nascut a Lieja l'any 1979, de pare neerlandés i mare alcoiana que, des de l'any 2003, i amb el nom artístic de Phil de Vient, gaudix d'un cert reconeixement com a artista a la capital de l'Alcoià.
Encara que la seua carrera com a agitador cultural va començar a la ciutat natal, no ha sigut fins al seu debut a la ciutat adoptiva (dimecres 30 de juliol de 2003 al café L'Escenari d'Alcoi, amb motiu del seu 22 aniversari) que s'ha guanyat un lloc en la gens menyspreable escena alcoiana com a cantant, intèrpret i artista de varietats a mitjan camí entre Ovidi Montllor i Xavi Castillo, sol o acompanyat d'un conjunt musical de formació mutable anomenat Les Bajoques Farcies (sic).
Els seus espectacles comprenen música i teatre en proporcions variables però mai fusionades, i amb unes dosis d'improvisació sovint massa elevades; les cançons, la major part d'elles adaptacions i versions d'altres artistes, reflectixen la idiosincràsia alcoiana d'una manera còmicament estereotipada.

## Discografia
- A l'Escenari (El Barco Pirata, 2003): enregistrament en directe del seu debut a Alcoi
- A Ovidi (Les Auques de l'Hostal, 2004): en record del cèlebre cantant alcoià Ovidi Montllor
- A l'Ordim (Samaruc, 2005): en viu a la Festa de l'Ordim alcoiana
- A la tercera va la bona (Les Liquides, 2005): disc promocional del seu últim concert